# Dijon
Dijon é uma comuna francesa na região administrativa da Borgonha-Franco-Condado, no departamento de Côte-d'Or. Estende-se por uma área de 40,41 km². Em 2010 a comuna tinha 160 186 habitantes (densidade: 3 964 hab./km²).731,75 hab/km².). Ascende a 236.953 na área urbana de Dijon (2005).
O centro histórico da cidade foi em 2015 incluído na lista do Património da Humanidade da UNESCO, integrado no sítio Climats de Borgonha.

## História
Os primeiros habitantes de Dijon datam da época do Neolítico.
Graças as suas muralhas construídas no século III, Dijon se livrou de invasões bárbaras e sarracenas (no século VIII) e normandas (século IX). Na sua História dos francos (livro III, cap. 19), Gregório de Tours descreve a Dijon do século VI como rodeada de uma muralha de 9,5 metros de altura e 4,44 metros de largura, com quatro portas e 33 torres. As escavações arqueológicas identificaram doze destas torres. A área cobre onze hectares.
Em 1137, Dijon foi completamente destruída por um incêndio.
A partir do século IX, tornou-se a capital do Ducado de Borgonha. Quando Carlos, o Temerário, duque de Borgonha, morreu, em 5 de janeiro de 1477, a Borgonha foi anexada à França.
Durante o Antigo Regime, Dijon passa a adotar a viticultura e em 1772 se instala a universidade de direito na cidade.
A exploração do carvão e do ferro, a ativação do Canal de Borgonha em 1833, a abertura de vias férreas e a instalação de uma base aérea confirmaram a importância da cidade como linha de trânsito durante a Primeira Guerra Mundial.
Durante a Segunda Guerra Mundial, Dijon foi ocupada pelos alemães e libertada no dia 11 de setembro de 1944.

## Geografia
Dijon fica a 310 km de Paris, 200 de Genebra e Lyon. É atravessada pelo canal de Borgonha e seus dois cursos naturais de água: os rios Ouche e Suzon.

## Economia
É famosa mundialmente pela mostarda de Dijon.

## Turismo

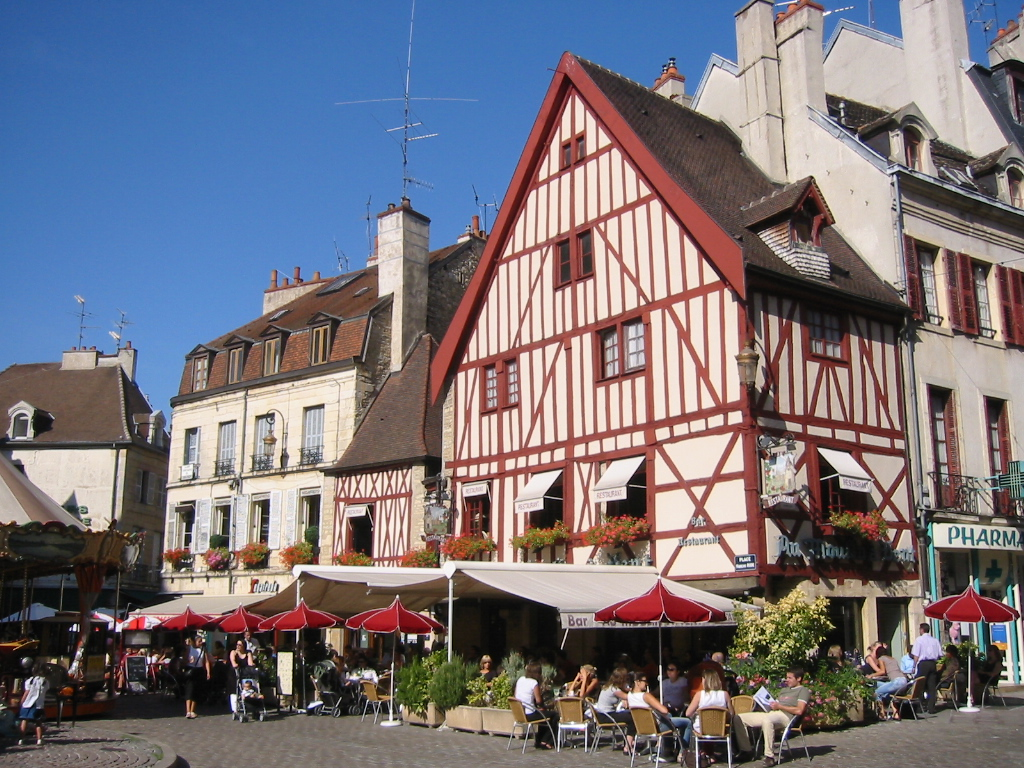
Praça Francois Rude

A cidade conserva importantes obras de arte. Depois de Paris, é um dos centros culturais mais importantes do país. Existem na cidade as igrejas de Saint Philibert, de estilo românico, Notre Dame (do século XIII), uma das obras mais importantes do estilo gótico, a igreja de Saint Michel (renascentista), e a catedral de Saint Bénigne (séculos XVIII e XIV), cuja cripta é do século XI. Entre as inumeráveis casas e edifícios de caráter civil que se conservam, destacam o Palácio de Justiça e o palácio dos duques de Borgonha, atualmente Prefeitura e museu de Belas Artes.
Existe um cuidado grande de parques e jardins, sendo considerada por eles mesmos como cidade das quatro flores. Uma das opções de parques a serem visitados é o Lac Kir, que no verão é um ótima opção para caminhar, passear e até mesmo banhar-se. Outros belos jardins, são o Jardin Darcy e o Jardin Botanique de l'Arquebuse.
A cidade oferece uma grande variedade de cinemas, restaurantes e compras. O centro da cidade possui uma rua de compras, com lojas como H&M, KIKO, Sephora, Mango, Fenac e Maille. Outra opção de compras é o Shopping La Toison d'Or, que possui lojas como Primark, Hollister, Zara e Swarovisk. Em relação aos restaurantes, além de apresentarem uma carta de vinhos excelentes, oferecem pratos típicos franceses, entre outras culinárias. Ao redor do mercado central de Dijon, existem diversos restaurantes apreciados por turistas e pela população local.
A cidade também é extremamente viva, principalmente aos finais de semana. Esta também é uma cidade universitária, com destaque para duas faculdades, a Burgundy School of Business e a L'Université de Bourgogne.